# 15042 Anndavgui
15042 Anndavgui este un asteroid din centura principală de asteroizi.

## Descriere
15042 Anndavgui este un asteroid din centura principală de asteroizi. A fost descoperit pe 14 decembrie 1998 la Le Creusot de Jean-Claude Merlin. Asteroidul prezintă o orbită caracterizată de o semiaxă mare de 3,11 ua, o excentricitate de 0,31 și o înclinație de 17,0° în raport cu ecliptica.